# Медаль «Pro Bono Poloniae»
Медаль «Pro Bono Poloniae» — польська відомча цивільна відзнака, пам’ятний знак з нагоди сторіччя відновлення Польщею незалежності, який вручає голова Управління у справах ветеранів та жертв репресій.

## Історія заснування
Медаль «Pro Bono Poloniae» була заснована 25 червня 2018 року Головою Управління у справах ветеранів війни та жертв репресій на відзначення 100-річчя відновлення Польщею незалежності. Нею нагороджують фізичних та юридичних осіб, які зробили вагомий внесок у поширення знань про історію боротьби за незалежність, сприяння патріотичним настроям у польському суспільстві, а також у плекання та популяризацію знань про традиції незалежності за межами країни.
Нагрудний знак вручає голова Управління бойових дій та реабілітації ветеранів за власною ініціативою або за клопотанням вищого керівництва загальнонаціональних ветеранських організацій, органів державної влади та місцевого самоврядування воєводського рівня, а також керівників польських дипломатичних представництв. Нагрудний знак вручається особисто начальником Управління з питань національного захисту дітей та опікунів, уповноваженим працівником Управління або представником іншого органу державної влади та місцевого самоврядування обласного рівня під час національних, патріотичних чи ювілейних заходів. 
Нагрудним знаком не нагороджуються посмертно та особам, зазначеним у ст. 21 ч. 2 Закону від 24 січня 1991 року про ветеранів війни та окремих осіб, які постраждали від воєнних і післявоєнних репресій, і осіб, які в 1957-1989 роках вели діяльність, спрямовану проти організацій і учасників антикомуністичної опозиції, діяли в структурах партійного і державного апарату, у тому числі в органах чи формуваннях безпеки, або співпрацювали з ними, або вчинили дії, несумісні з гідність польського громадянина.

## Опис відзнаки

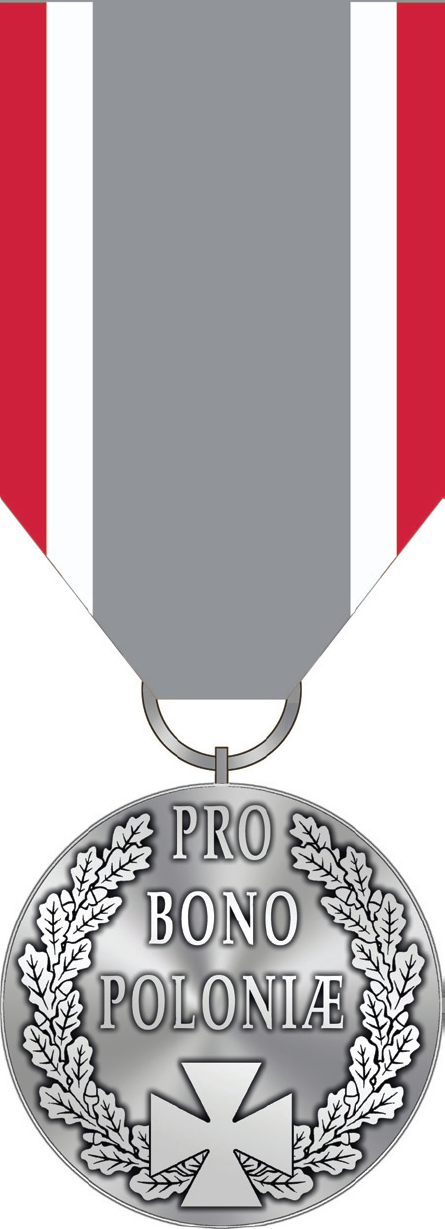
Реверс медалі «Pro Bono Poloniae»

Нагрудний знак має форму металевого диска діаметром 38 мм, фактурного, посрібленого та оксидованого. На аверсі в центрі розміщено опукле зображення Білого Орла, прийнятого як герб Польської Держави Законом від 1 серпня 1919 р. На опуклому обідку аверсу навколо зображення Білого Орла ввігнуті дати: 1768, 1794, 1830, 1848, 1863, 1914 і 1918, розділені увігнутими хрестами за зразком польського лицарського хреста. Ці дати символізують найважливіші незалежницькі повстання польського суспільства, починаючи від Барської конфедерації, аж до початку дії легіонів у 1914 році та наступних польських політичних і військових акцій, увінчаних поверненням Польщі державної держави у 1918 році.
На реверсі зверху по центру розміщено напис у три рядки опуклими великими літерами: PRO BONO POLONIÆ. Напис оточує дубовий підковоподібний вінок, відкритий у верхній частині, що символізує славу та перемогу, а також чесноти: мужність, витривалість, силу та могутність. По центру під написом нижню частину дубового вінка закриває опуклий польський лицарський хрест, який є символом Війська Польського.
Нагрудний знак підвішується на темно-сіру грошрейнову стрічку шириною 38 мм із симетрично з’єднаними сріблястими та темно-малиновими смугами по краях шириною 4 мм кожна. Темно-сірий колір стрічки відсилає до кольору однострою піхоти, найчисленнішого польського збройного формування у 1918 році.
Автор дизайну медалі Роберт Шидлік (пол. Robert Szydlik)
Перша церемонія нагородження медаллю відбулася 2 вересня 2018 року в Польському театрі Арнольда Шифмана у Варшаві.